# 扎伊河
扎伊河是俄羅斯的河流，位於韃靼斯坦共和國，屬於卡馬河的左支流，河道全長219公里，流域面積5,020平方公里，在下卡姆斯克西南7公里，河畔城鎮有扎因斯克和阿爾梅季耶夫斯克。